# آن هیو سوپ
آن هیو سوپ (کره‌ای: 안효섭؛ زادهٔ ۱۷ آوریل ۱۹۹۵) بازیگر و خوانندهٔ کانادایی است که در کره جنوبی فعالیت می‌کند. او با ایفای نقش در فصل دوم و سوم مجموعه تلویزیونی دکتر رمانتیک (۲۰۲۰–۲۰۲۳) به شهرت رسید. همچنین با بازی در مجموعه‌های تلویزیونی عاشقان آسمان سرخ (۲۰۲۱) و خواستگاری کاری (۲۰۲۲) بیش از پیش مورد توجه قرار گرفت.

## اوایل زندگی و تحصیلات
آن هیو سوپ زادهٔ ۱۷ آوریل ۱۹۹۵ در سئول، کره جنوبی است. وقتی هفت ساله بود، خانواده اش به تورنتو، کانادا مهاجرت کردند. هیو سوپ بعداً وقتی ۱۷ ساله بود به کره جنوبی بازگشت و خانواده اش در کانادا ماندند. او بعداً در دانشگاه کوک‌مین حضور پیدا کرد و از گروه تجارت بین‌الملل فارغ‌التحصیل شد.

## حرفه
بعد از بازگشت به کره جنوبی، آن هیو سوپ توسط جی‌وای‌پی انترتینمنت مورد شناسایی قرار گرفت و کارآموز شد. به او فرصتی داده شد تا به عنوان عضوی از گروه پسرانهٔ کی-پاپ، گات‌سون اولین فعالیت هنری خود را انجام دهد. با این حال، او در نهایت این پیشنهاد را رد کرد تا تلاش‌های دیگری را دنبال کند.

### ۲۰۱۵–۲۰۱۶: آغاز فعالیت هنری همراه با وان اُ وان، اولین بازیگری و آغاز آن به‌طور حرفه‌ای
در ۱ اکتبر ۲۰۱۵ استارهاوز انترتینمنت، گروه پروژهٔ «وان اُ وان» را راه اندازی کرد و اولین تک‌آهنگ به نام «Love You» را منتشر کرد. این گروه از آن هیو سوپ به همراه بازیگران همکار در استارهاوز، کواک شی یانگ، سونگ وون سوک و کوان دو کیون تشکیل شده بود. با این وجود، این گروه در ژانویه ۲۰۱۹، احتمالاً به دلیل عدم فعالیت منحل شد.
آن هیو سوپ اولین فعالیت بازیگری خود را در مجموعه تلویزیونی شبکهٔ ام‌بی‌سی به نام فوران عشق انجام داد. او سپس یکی از اعضای اصلی ورایتی شوی موسیقی همیشه کانتاره شد. او نقش‌های مکمل در مجموعه‌های تلویزیونی یک پایان شاد دیگر، خانهٔ شاد و هنرمندان داشت. 

### ۲۰۱۷–اکنون: انتقال به نقش‌های اصلی
شهرت او پس از ایفای اولین نقش اصلی در ملکهٔ حلقه و پدرم عجیبه در سال ۲۰۱۷ افزایش پیدا کرد. او ازین پس به ایفای نقش‌های اصلی ادامه داد و به خاطر عملکردش در مجموعه تلویزیونی هنوز ۱۷ در مراسم جوایز درامای اس‌بی‌اس ۲۰۱۸ جایزهٔ بهترین بازیگر تازه‌کار مرد را دریافت کرد و برای جایزهٔ «کاراکتر سال» به همراه جو هیون شیک و لی دو هیون نامزد شد. او در همان سال در مجموعهٔ اینترنتی مدیریت عالی بازی کرد که از یوتیوب رِد پخش شد. 
در سال ۲۰۱۹، آن هیو سوپ به همراه پارک بو یونگ در درام کمدی فانتزی و جنایی ابیس بازی کرد.
در سال ۲۰۲۰، هیو سوپ در فصل دوم درام موفق دکتر رمانتیک در نقش جراح عمومی سو وو جین در کنار لی سونگ کیونگ نقش اول زن بازی کرد. عملکرد او در این مجموعه، جایزهٔ بهترین بازیگر نقش اول مرد در تلویزیون در پنجاه و ششمین دورهٔ جوایز هنری بکسانگ برای او به ارمغان آورد. او همچنین جایزهٔ برترین بازیگر مرد در یک مینی‌سریال از مراسم جوایز درامای اس‌بی‌اس ۲۰۲۰ را دریافت کرد.
در سال ۲۰۲۱، آن هیو سوپ در درام تاریخی عاشقان آسمان سرخ به همراه کیم یو جونگ بازی کرد که از ۳۰ اوت ۲۰۲۱ به روی آنتن شبکهٔ اس‌بی‌اس رفت. در ژوئن ۲۰۲۱ تأیید شد که آن هیو سوپ در درام اقتباسی از وب‌تونی با همین نام به نام خواستگاری کاری همراه با کیم سه جونگ بازی خواهد کرد که در فوریهٔ سال ۲۰۲۲ از شبکهٔ اس‌بی‌اس پخش شد.

## فیلم‌شناسی

### فیلم
| سال  | عنوان                    | نقش        | توضیحات | منابع  |
| ---- | ------------------------ | ---------- | ------- | ------ |
| ۲۰۲۵ | شکارچیان شیاطین کی‌پاپ    | جینو       | صداپیشه | [ ۱۴ ] |
| ۲۰۲۵ | خواننده دانای کل: پیامبر | کیم دوک جا |         | [ ۱۵ ] |

### مجموعه تلویزیونی
| سال       | عنوان                       | نقش                     | توضیحات       | منابع  |
| --------- | --------------------------- | ----------------------- | ------------- | ------ |
| ۲۰۱۵      | فوران عشق                   | پارک یون / چه آه جیک    |               | [ ۱۶ ] |
| ۲۰۱۶      | یک پایان شاد دیگر           | آن جونگ وو              |               | [ ۱۷ ] |
| ۲۰۱۶      | خانهٔ شاد                    | چوی چول سو              |               | [ ۱۸ ] |
| ۲۰۱۶      | هنرمندان                    | جی نو                   |               | [ ۱۹ ] |
| ۲۰۱۷      | سه رنگ فانتزی – «ملکه حلقه» | پارک سه گون             | درام یک قسمتی | [ ۲۰ ] |
| ۲۰۱۷      | پدرم عجیبه                  | پارک چول سو             |               | [ ۲۱ ] |
| ۲۰۱۸      | هنوز ۱۷                     | یو چان                  |               | [ ۲۲ ] |
| ۲۰۱۹      | ابیس                        | چا مین                  |               | [ ۲۳ ] |
| ۲۰۲۰–۲۰۲۳ | دکتر رمانتیک                | سو وو جین               | فصل ۲–۳       | [ ۲۴ ] |
| ۲۰۲۱      | عاشقان آسمان سرخ            | ها رام                  |               | [ ۱۲ ] |
| ۲۰۲۲      | خواستگاری کاری              | کانگ ته مو              |               | [ ۱۳ ] |
| ۲۰۲۳      | به سوی زمان تو              | کو یون جون / نام شی هون |               | [ ۲۵ ] |

### مجموعه اینترنتی
| سال  | عنوان       | نقش          | منابع  |
| ---- | ----------- | ------------ | ------ |
| ۲۰۱۸ | مدیریت عالی | هیون سو یونگ | [ ۲۶ ] |

### برنامه تلویزیونی
| سال  | عنوان                         | نقش               | توضیحات             | منابع  |
| ---- | ----------------------------- | ----------------- | ------------------- | ------ |
| ۲۰۱۵ | همیشه کانتاره – فصل ۲         | عضو گروه بازیگران |                     | [ ۲۷ ] |
| ۲۰۱۶ | برومنس سلبریتی‌ها – ویژه چوسوک | عضو گروه بازیگران | به همراه جکسون وانگ | [ ۲۸ ] |

### حضور در موزیک ویدئو
| سال  | نام ترانه                              | آرتیست(ها)                    | منابع  |
| ---- | -------------------------------------- | ----------------------------- | ------ |
| ۲۰۲۳ | «حتی برای یک لحظه» (Even For A Moment) | سونگ شی کیونگ با همکاری نائول | [ ۲۹ ] |

### میزبان
| سال  | عنوان                     | توضیحات                             | منابع  |
| ---- | ------------------------- | ----------------------------------- | ------ |
| ۲۰۱۹ | چهارمین جوایز آرتیست آسیا | به همراه لیتوک، لیم جی یون و نانسی  | [ ۳۰ ] |
| ۲۰۲۲ | جوایز درامای اس‌ابی‌اس ۲۰۲۲ | به همراه شین دونگ یوپ و کیم سه جونگ | [ ۳۱ ] |

## ترانه‌شناسی
| عنوان                                           | سال  | آلبوم                 | توضیحات                       | منابع  |
| ----------------------------------------------- | ---- | --------------------- | ----------------------------- | ------ |
| «منو با خودت ببر» (Get Myself With You)         | ۲۰۱۸ | S.O.U.L               | به عنوان عضوی از گروه S.O.U.L | [ ۳۲ ] |
| «جاذبه» (Gravity)                               | ۲۰۱۸ | S.O.U.L               | به عنوان عضوی از گروه S.O.U.L | [ ۳۳ ] |
| «نیشکر» (Sugar Cane)                            | ۲۰۱۸ | S.O.U.L               | به عنوان عضوی از گروه S.O.U.L | [ ۳۳ ] |
| «من هستم در...» (Me In)                         | ۲۰۱۸ | S.O.U.L               | به عنوان عضوی از گروه S.O.U.L | [ ۳۳ ] |
| «بهت نشون میدم» (I Will Show You)همراه زد. هیرا | ۲۰۱۸ | اواس‌تیِ مدیریت عالی    |                               | [ ۳۴ ] |
| «سپاس برای خاطرات» (Thank You For The Memories) | ۲۰۲۳ | اواس‌تی دکتر رمانتیک ۳ |                               | [ ۳۵ ] |

## جوایز و نامزدی‌ها
| مراسم جوایز                                 | سال  | بخش                                     | نامزد / اثر                                   | نتیجه    | منابع  |
| ------------------------------------------- | ---- | --------------------------------------- | --------------------------------------------- | -------- | ------ |
| جوایز ستارگان ای‌پی‌ای‌ان                      | ۲۰۲۱ | بهترین بازیگر تازه‌کار مرد               | دکتر رمانتیک ۲                                | نامزدشده | [ ۳۶ ] |
| جوایز آرتیست آسیا                           | ۲۰۱۷ | جایزه تازه‌کار                           | پدرم عجیبه                                    | برنده    | [ ۳۷ ] |
| جوایز آرتیست آسیا                           | ۲۰۱۹ | جایزه برگزیده                           | آن هیو سوپ                                    | برنده    | [ ۳۸ ] |
| جوایز آرتیست آسیا                           | ۲۰۲۰ | جایزه بهترین بازیگر مرد                 | دکتر رمانتیک ۲                                | برنده    | [ ۳۹ ] |
| جوایز آرتیست آسیا                           | ۲۰۲۰ | جایزه محبوبیت (بازیگر مرد)              | آن هیو سوپ                                    | نامزدشده | [ ۴۰ ] |
| پنجاه و ششمین مراسم اهدای جوایز هنری بکسانگ | ۲۰۲۰ | بهترین بازیگر تازه‌کار مرد               | دکتر رمانتیک ۲                                | برنده    | [ ۱۰ ] |
| جوایز درامای کره                            | ۲۰۱۹ | بهترین بازیگر تازه‌کار مرد               | آبیس                                          | نامزدشده | [ ۴۱ ] |
| جوایز درامای ام‌بی‌سی                         | ۲۰۱۶ | بهترین بازیگر تازه‌کار مرد               | خانهٔ شاد                                      | نامزدشده |        |
| جوایز درامای اس‌بی‌اس                         | ۲۰۱۸ | بهترین بازیگر تازه‌کار مرد               | هنوز ۱۷                                       | برنده    | [ ۸ ]  |
| جوایز درامای اس‌بی‌اس                         | ۲۰۱۸ | کاراکتر سال                             | هنوز ۱۷                                       | نامزدشده | [ ۸ ]  |
| جوایز درامای اس‌بی‌اس                         | ۲۰۲۰ | جایزه برترین بازیگر مرد در یک مینی‌سریال | دکتر رمانتیک ۲                                | برنده    | [ ۱۱ ] |
| جوایز درامای اس‌بی‌اس                         | ۲۰۲۰ | جایزه بهترین زوج                        | آن هیو سوپ همراه لی سونگ کیونگ دکتر رمانتیک ۲ | نامزدشده | [ ۴۲ ] |